# Europa kontynentalna

Europa kontynentalna według definicji wykluczającej wszystkie wyspy

Europa kontynentalna – określenie Europy z wyłączeniem otaczających ją wysp. W praktyce termin ten wykorzystywany jest w różnych, zarówno węższych jak i szerszych, znaczeniach.
W Wielkiej Brytanii oraz w kontekstach z nią związanych (zwłaszcza wyrażających kontrast), pod pojęciem Europy kontynentalnej (ang. Continental Europe, mainland Europe), Kontynentu (the Continent) lub po prostu Europy (Europe) rozumie się Europę, szczególnie zachodnią, z wyłączeniem jedynie Wysp Brytyjskich.
Inne definicje wyłączają Półwysep Skandynawski (znaczenie takie rozpowszechnione jest m.in. w krajach nordyckich), Rosję bądź państwa wyspiarskie (z zachowaniem jednak wysp należących do państw leżących na kontynencie).
Przymiotnik „kontynentalny” w znaczeniu „charakterystyczny dla Europy kontynentalnej” występuje w takich pojęciach jak filozofia kontynentalna czy śniadanie kontynentalne.